# Sorelia
Sorelia is een kevergeslacht uit de familie van de boktorren (Cerambycidae). De wetenschappelijke naam van het geslacht werd voor het eerst geldig gepubliceerd in 1965 door Lane.

## Soorten
Sorelia is monotypisch en omvat slechts de volgende soort:
- Sorelia ferruginea (Fuchs, 1964)